# 法國遠東學院
法國遠東學院（法语：École française d'Extrême-Orient，簡稱EFEO，越南语：／?，又譯作法蘭西遠東學院）是法國一所專門研究南亞、東南亞和東亞文明的國家機構，研究範圍涉及歷史學、人類學、民俗學、考古學、藝術、文獻學等。

## 歷史
1898年，為了研究西貢市（今胡志明市）一帶的風土文化，當時的法屬印度支那總督杜梅下令創立「法國印度支那古跡調查會」（或譯作「法國印度支那考古學調查會」），由法國金石銘文與文藝學院負責學術監督。1900年該會更名為法國遠東學院，並於1901年開始出版《法國遠東學院學刊》（Bulletin de l'École Française d'Extrême-Orient）。該學院於1902年將總部設於河內，於1950年代越南戰爭關係遷至巴黎。
法國遠東學院有两项成果最引人注目。第一是對柬埔寨吳哥窟的研究和考察。1907年起法國遠東學院開始對吳哥窟作系統性的調查，這項工作曾長期因柬埔寨政局動盪而停止，於1990年代重新展開。
而另一個是漢學方面的成果。法國漢學研究的成果，和法國遠東學院是密不可分的。很多著名的法國漢學家，例如沙畹、伯希和、馬伯樂等，都曾長期供職於該學院。伯希和於1908年找到一大批敦煌文獻，更加是漢學史上一件重要大事。此批文獻運回河內，其後轉運至法國，此批文獻促使了法國敦煌學的蓬勃發展，也使法國於該領域中一直走在世界前沿。
此外，法國遠東學院在越南研究、東南亞研究、日本學研究、印度學研究等多方面皆有卓越建樹。
現時法國遠東學院總共於13個亞洲國家及地区設立了17個聯絡中心，分別是：

| - 柬埔寨：金邊、暹粒 - 中華人民共和國：北京、香港（沙田） - 印度：本地治里、浦那 - 印尼：雅加达 - 馬來西亞：吉隆坡 - 日本：京都、東京 | - 韩国：首爾 - 老撾： - 中華民國：台北 - 緬甸：仰光 - 泰國：清邁、曼谷 - 越南：河內、胡志明市 |

未來可能會在菲律賓的馬尼拉開設新的聯絡中心。

## 历届院长
- 1900: Louis Finot（法语：Louis Finot (orientaliste)）
- 1905: 阿勒弗莱德·福舍
- 1908: Claude-Eugène Maitre
- 1920: Louis Finot（法语：Louis Finot (orientaliste)）
- 1926: Léonard Aurousseau
- 1929: 乔治·赛代斯
- 1947: Paul Lévy
- 1950: Louis Malleret
- 1956: 让·菲留匝
- 1977: 法蘭索瓦·葛羅
- 1989: 汪德迈（法语：Léon Vandermeersch）
- 1993: Denys Lombard
- 1998: 戴仁
- 2004: Franciscus Verellen
- 2014: Yves Goudineau
- 2018: Christophe Marquet

## 脚注
1. ↑  .   [2005-09-22]. （原始内容存档于2015-08-01）.